# Imaclava hotei
Imaclava hotei é uma espécie de gastrópode do gênero Imaclava, pertencente a família Drilliidae.